# Distretto di Bain
Il distretto di Bain era una divisione territoriale francese del dipartimento dell'Ille-et-Vilaine, istituita nel 1790 e soppressa nel 1795.
Era formato dai cantoni di Bain-de-Bretagne, Bourg-des-Comptes, Bruz, Corps Nuds, Ercé, Fougeray, Messac e Le Sel-de-Bretagne.